# Romelu Lukaku
Romelu Lukaku Bolingoli (n. 13 mai 1993, Antwerpen, Flandra, Belgia) este un fotbalist belgian, care joacă pe post de atacant la Napoli în Serie A. Pe plan internațional, are prezențe la națională pentru Belgia.